# 神體

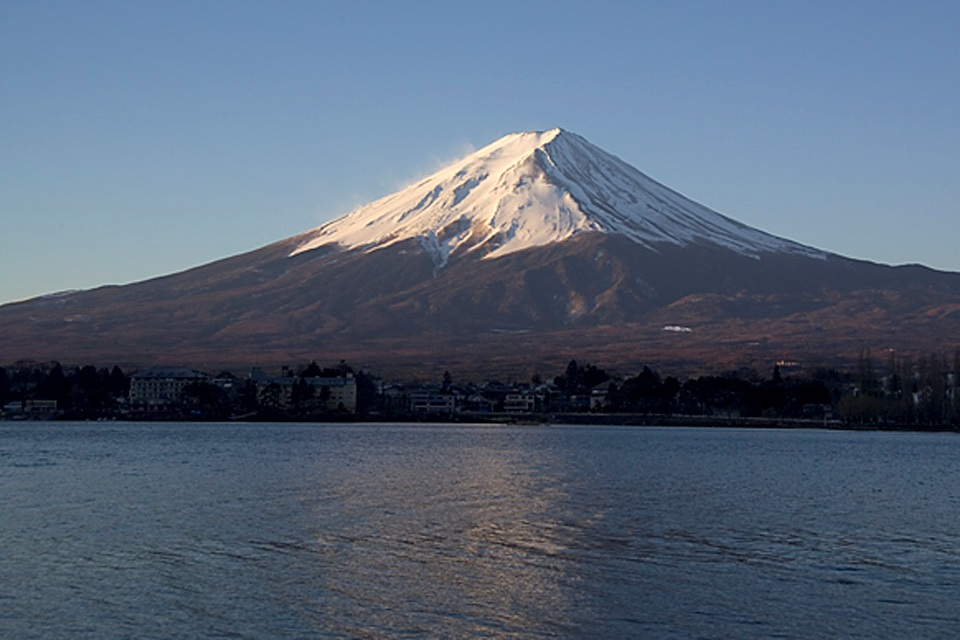
富士山被視為神體

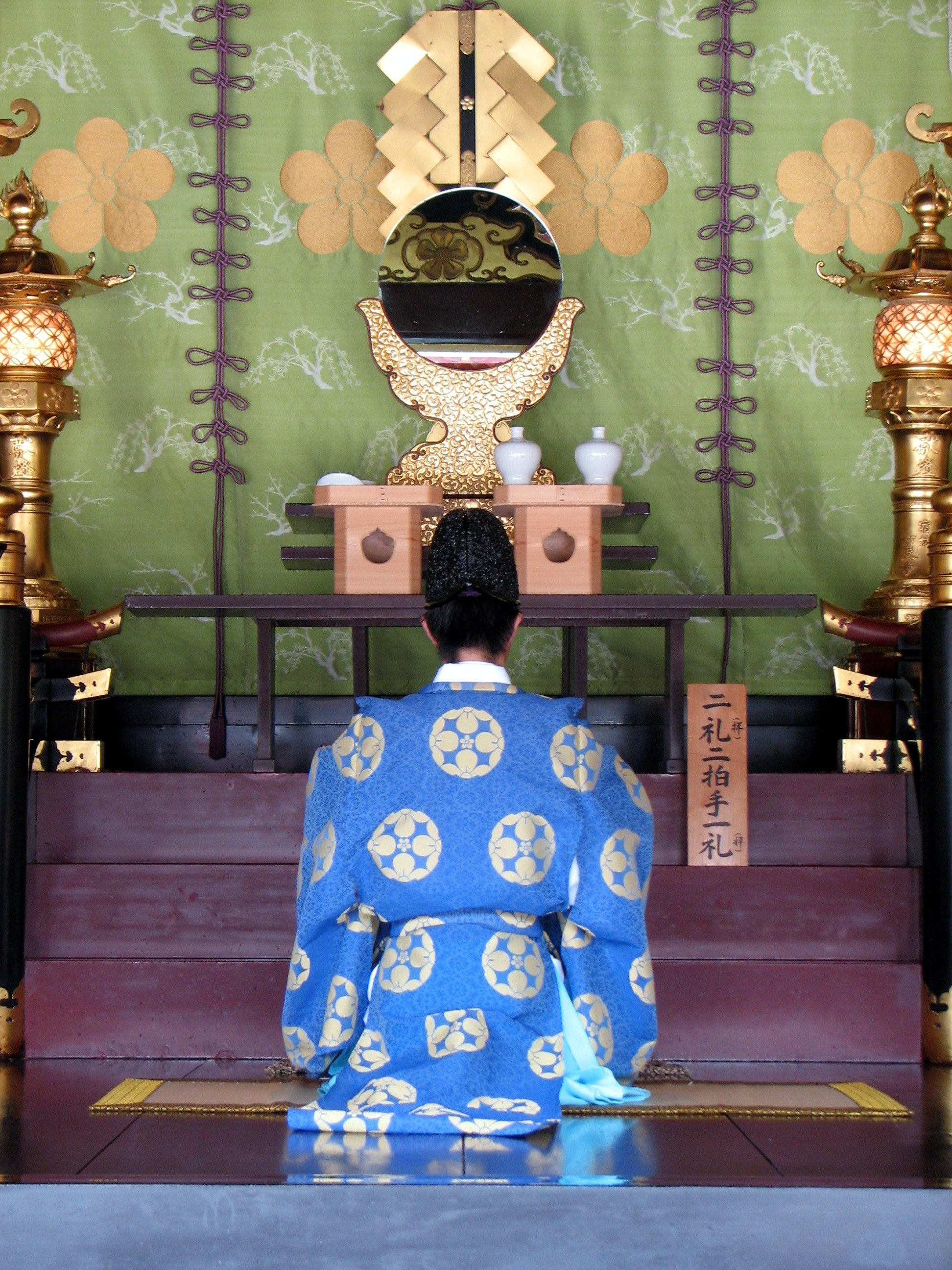
神道中作為重要神具及神體之一的神鏡

神體是指神道中神所寄宿之物體、也是人們崇拜的對象。
大神神社以三輪山為神體、皇大神宮則以三種神器中的八咫鏡為神體。
古神道中的神奈備（かんなび）、皇室神道中的神器（じんぎ）、神社神道中的社（やしろ）、裝飾注連繩的場所都被視為神體。

## 概要
神道中的神泛指魂・精靈・命・御靈（みたま）等不同含義。御幣、榊的枝葉、祭典中的「神輿・山車也被視為神體。

## 古神道

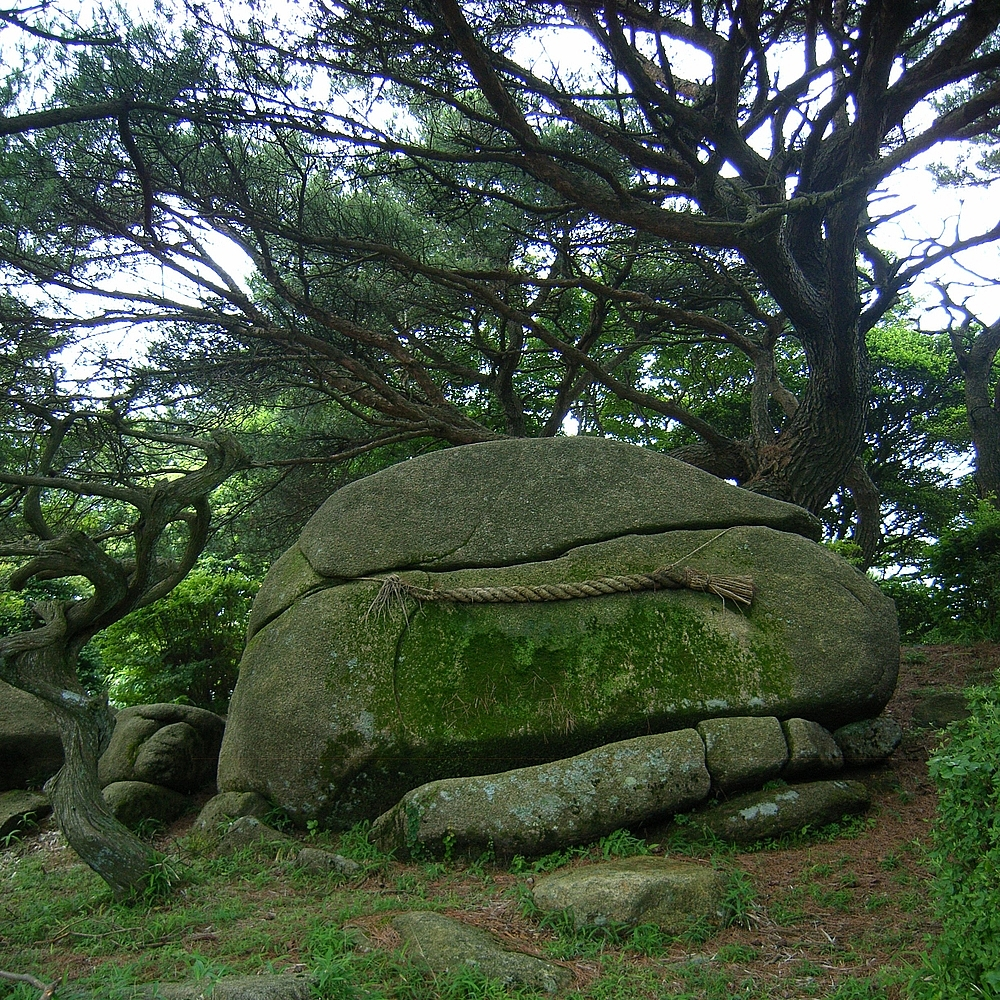
天穂日命神籬

古神道神籬・磐座信仰御神木、夫婦岩、福岡縣宗像市沖之島、富士山、神奈備（かんなび）等神居住或隱身之地皆為神體。

## 皇室神道

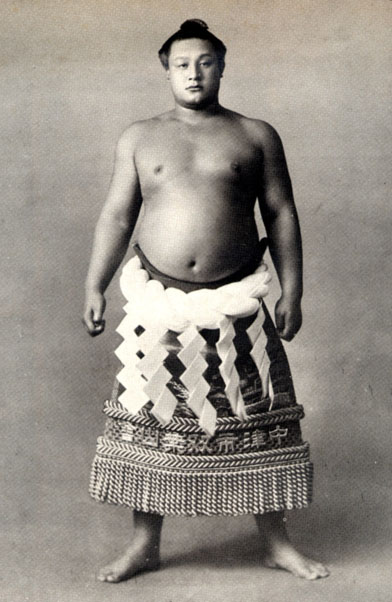
第35代横綱雙葉山定次

鏡、刀、曲玉組成「三神器」是古代王權象徴、也是皇室所有物。
原本大相撲是侍奉神的象徵，其中有些大關力士會被選為神體，橫綱可以在身上綁上有注連繩的腰帶，視為神的象徵。

## 神社神道
神社會在神體綁上注連繩。神籬、磐座場所、山、丘、神木、陰莖也都是神體的象徵。